# Ilmarinen (pansarskepp)
Ilmarinen var ett pansarskepp och flaggskepp i finska flottan fram till sin sänkning år 1941. År 1927 beslöts den framtida finländska flottans utformning i den så kallade flottlagen, vartefter man beställde två stora pansarskepp som namngavs efter två hjältar i eposet Kalevala. Senare kompletterades flottbyggnadsprogrammet med ubåtar och torpedbåtar.

## Historia

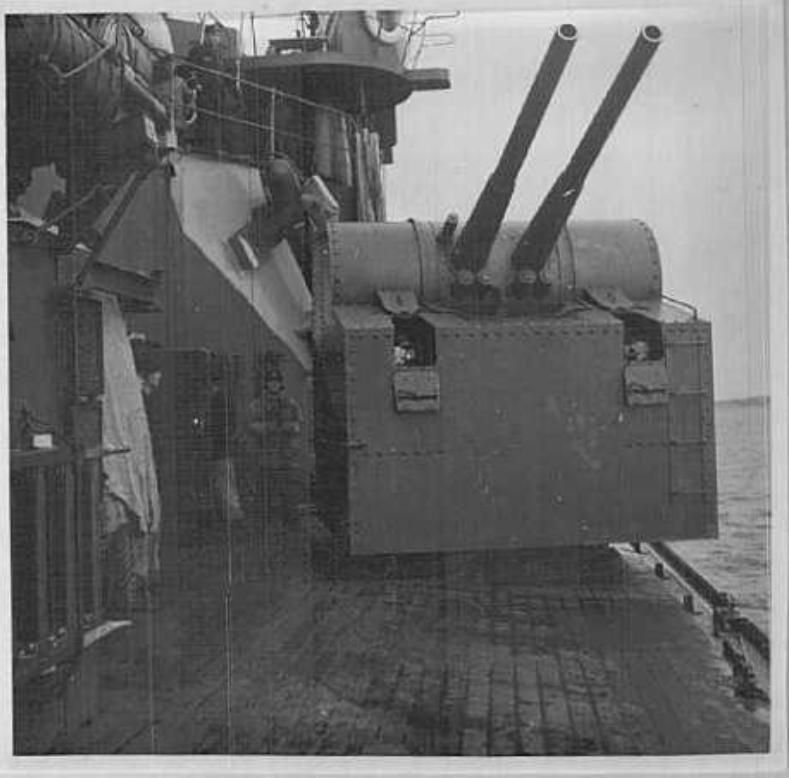
105 mm kanoner på Ilmarinens däck.

Ilmarinen och dess systerskepp Väinämöinen är de största fartygen i den finländska flottan genom tiderna. De finländska pansarfartygen var ämnade för kustförsvar. De var tungt beväpnade för sin storlek men samtidigt långsammare än den tidens kryssare. Pansarskeppen var främst tänkta som mobila kustartillerifort och inte för operationer på de öppna haven. Ett litet djupgående, tung beväpning och ett stort, tungt eldledningstorn inverkade menligt på sjödugligheten.
Fartygen planerades av NV Ingenieurskantoor voor Scheepsbouw som var en holländsk skeppsplaneringsbyrå och ett hemligt dotterbolag till det tyska företaget Krupp (detta var ett brott mot fredsfördraget från Versailles). Samma planeringskontor planerade även ubåtar för flera flottor. De två finländska pansarfartygen byggdes vid Crichton-Vulcan-varvet i Åbo år 1928. Fartygen hade den modernaste teknik som gick att uppbåda vid denna tidpunkt. Kraftöverföringen var av dieselelektrisk typ. Eldlednings- och riktningsanordningarna var elektriska och mekaniska räknare angav värden för eldgivning direkt till kanontornen.
Ilmarinens systerfartyg Väinämöinen sjösattes den 29 april 1932 och Ilmarinen den 9 juli 1931. Ilmarinen var flottans flaggskepp, vilket betydde att kustflottans kommendör var ombord fartyget under segelsäsongen.

## Vinterkriget
Redan i inledningsskedet av vinterkriget, den 30 november, anfölls fartygen av sovjetiska bombplan. Efter det inledande anfallet avseglade fartygen till ön Lohm i Korpo skärgård, vilket gjorde att nästa bombplansvåg inte kunde finna dem och bomberna släpptes istället på reservmålet, Helsingfors, under krigets första dag. I början av vinterkriget befann sig pansarfartygen vid Åland, där de skulle skydda landskapet mot en eventuell invasion. I slutet av januari 1940, när isläget gjorde det svårt att förflytta sig, överfördes fartygen till Åbo, där de skyddade staden med sina luftvärnskanoner.
Åbo bombades 60 gånger av mer än 400 bombplan. Fartygens 40 mm Vickerskanoner visade sig vara värdelösa mot flygplan och dessa ersattes med Bofors 40 mm kanoner 1941. På grund av att lufthotet tilltog under hela kriget tillfördes mer och mer luftvärn till fartygen vartefter kriget fortskred. I slutskedet av vinterkriget förflyttades fartygen till Hangö-Porkala-området för att skydda mot ett eventuellt landstigningsförsök. Isläget och luftfaran förhindrade att man förde fartygen närmare frontlinjen på det Karelska näset för att understödja marktrupperna.

## Fortsättningskriget
I början av fortsättningskriget var pansarskeppens uppgift att försvara Operation Kappsegling, det vill säga bemanningen av det demilitariserade Åland. Fartygen anfölls omedelbart på morgonen den 22 juni 1941, då Operation Barbarossa gick av stapel, av sovjetiskt bombflyg. Den 27 juli 1941 vid slaget om Bengtskär beordrades fartygen till området för att understödja försvararna. Finskt jaktflyg misstog Ilmarinen och Väinämöinen för ett par sovjetiska jagare. Misstaget upptäcktes inte, utan de två pansarskeppen beordrades söka stridskontakt med de två "jagarna". Pansarskeppen råkade då återigen ut för ett bombanfall av 18 sovjetiska Tupolev SB-bombflyg. Ilmarinen träffades av bombsplitter och förlorade en man som stupad och tvingades återvända till Åbo för att repareras. Pansarskeppen bombarderade flera gånger de sovjetiska trupperna på deras bas i Hangö ända fram tills basen evakuerades.

## Operation Nordwind och förlusten avIlmarinen
Operation Nordwind var en avledande operation som hade till uppdrag att få Sovjetunionen att tro att tyska trupper skulle landstiga på Dagö och Ösel från havet. För detta ihopsamlades 15 fartyg som avseglade söderut från Utö. Man ville att ryssarna skulle observera fartygen. Operationen misslyckades dock totalt på alla sätt och vis.
Flottgruppen avseglade söderut den 13 september 1941 längs en rutt som inte hade röjts ordentligt i förväg från minor. Under dagen observerade man en mina som fastnat i Ilmarinens minröjande paravan. Man lyckades inte få loss den med mankraft ute till havs. När mörkret började lägga sig klockan 20.30 fick flottgruppen order om att återvända, Ilmarinen girade mot styrbord så att den mina som fanns i paravanen inte skulle träffa fartyget.
Under giren inträffade dock en väldig explosion som skakade om fartyget och på babordssidan reste sig en hög vattenpelare. Fartyget fick snabbt en kraftig slagsida mot babord och rullade runt efter några minuter. Fartyget sjönk sju minuter efter explosionen. De övriga fartygen i närheten räddade många som hamnat i vattnet, men 271 drunknade; 132 blev räddade. Flottans befälhavare, kommodor Eero Rahola och kustflottans kommendör, Ilmarinens kapten, kommendör R. Göransson fanns bland de som överlevde. De övriga fartygen återvände hem utan att stöta på några problem.
Vraket efter pansarskeppet Ilmarinen lokaliserads efter tre års sökande år 1990. Nästa år kunde sex överlevande veteraner från fartyget återse det från en miniubåt. Vraket ligger upp och ner, 25 nautiska mil söder om Utö, på 70 meters djup (59°27′N 21°05′Ö / 59.450°N 21.083°Ö).